# Champions Trophy de hockey sobre césped femenino de 1989
El Champions Trophy de hockey femenino 1989 fue la segunda edición del torneo. Se llevó a cabo entre el 3 y 10 de septiembre de 1989 en Frankfurt, Alemania.

## Equipos participantes
- Alemania
- Canadá
- Países Bajos
- Reino Unido
- Australia
- Corea del Sur

## Tabla de posiciones
| Pos | Equipo        | J | G | E | P | GF | GC | D/G | Pts |
| --- | ------------- | - | - | - | - | -- | -- | --- | --- |
|     | Corea del Sur | 5 | 4 | 1 | 0 | 11 | 3  | +8  | 9   |
|     | Australia     | 5 | 3 | 2 | 0 | 14 | 10 | +4  | 8   |
|     | Alemania      | 5 | 2 | 2 | 1 | 7  | 3  | +4  | 6   |
| 4   | Reino Unido   | 5 | 1 | 1 | 3 | 7  | 11 | -4  | 3   |
| 5   | Países Bajos  | 5 | 0 | 2 | 3 | 4  | 9  | -5  | 2   |
| 6   | Canadá        | 5 | 0 | 2 | 3 | 3  | 10 | -7  | 2   |